# Пасиенская волость
Па́сиенская во́лость (латыш. Pasienes pagasts) — одна из двадцати пяти территориальных единиц Лудзенского края Латвии. Граничит со Залесской волостью, Истринской и Шкяунской волостями своего края, а также Себежским районом Псковской области России и Верхнедвинским районом Витебской области Белоруссии. Административным центром волости является село Пасиене.
По данным переписи населения Латвии 2011 года, из 635 жителей Пасиенской волости русские составляли  41,89 % (266 чел.), латыши —  27,72 % (176 чел.), белорусы —  22,68 % (144 чел.), поляки —  3,46 % (22 чел.), украинцы —  2,20 % (14 чел.).